# Мавзолей Жубан-ана
Мавзолей (кумбез) Жубан-ана — пам'ятка архітектури XI століття, розташована в Жанаркінському районі Улитауської області Казахстану за 12 км на північний захід від станції Монадир, на правому березі річки Сарису.

## Історія
Перші письмові відомості про мавзолей Жубан-ана наведено у 1762 році П. І. Ричковим у «Друкарні Оренбурзької».  В 1863 повідомлення про пам'ятник з малюнком і планом зробив Ч. ч. Валиханов , який писав, що могила Жубан-ана шанувалася казахами як гробниця ауліє (святого). 
У різний час були повідомлення про мавзолей П. І. Ричкова (1772), С. Броневського (1830), А. І. Левшина (1830), М. Красовського (1868), І. Кастання (1910), за радянських часів академіка Академії наук Казахської РСР О. Х. Маргулана, який дійшов думки, що мавзолей Жубан-ана був середньовічної спорудою кипчаків. 
У 1982 році мавзолей було включено до списку пам'яток історії та культури Казахської РСР республіканського значення та взято під охорону держави. 

## Архітектура
Мавзолей являє собою в плані купольно-центричну однокамерну споруду з внутрішніми напівсферичними та зовнішніми шатровими куполами. Нижній об'єм (куб будівлі) складений з кам'яних плит і фанерований паленою цеглою, а зсередини оштукатурений алебастровим розчином. Купол і барабан виконані з квадратної паленої цегли.
Для переходу від прямокутника до вісімикутника були використані арочні вітрила в кутах будівлі, а для переходу від восьмикутника до 16-гранника та далі до кола купола були встановлені цегляні консолі. Використання обпаленої цегли почалося з рівня п'ять арочних вітрил всередині будівлі. Напівсферичний купол був збудований за допомогою методу хибного склепіння. Основний обсяг був невеликою 8-гранною конструкцією зі збільшенням діаметра до нижньої частини, на якому було розміщено низький 8-гранний барабан, що був завершений 8-гранним шатровим куполом. Арка вхідного отвору мала стрілчасту форму.
Розміри будівлі за зовнішнім периметром становлять 6×6 м, по внутрішньому 4×4 м, висота 6 м. Фундамент складений з кам'яних плит висотою приблизно 50 см. При будівництві застосовувалися цеглини розміром 27×27×6 см.